# Audio Random Access
Audio Random Access (ARA) ist eine Erweiterung von Audio-Schnittstellen wie VST oder AU, die von Celemony Software und Presonus Software entwickelt wurde und den Austausch zusätzlicher Informationen zwischen der Digital Audio Workstation (kurz DAW) und Audio-Plug-ins erlaubt. Ein Plug-in mit ARA erhält nicht nur im Moment der Wiedergabe die gerade anliegenden Audiodaten aus der DAW, sondern hat Zugriff auf die kompletten Audiodaten eines Sequenzer-Arrangements vor und nach der Abspielposition. In der Praxis entfällt so das Transferieren der Audiodaten in ein Plug-in, wie es momentan bei der Arbeit mit Melodyne ohne ARA nötig ist. Der Workflow bei der Arbeit mit Melodyne wird so schneller und erlaubt Bearbeitungen in Echtzeit. Zusätzlich erlaubt es ARA, bereits von Melodyne analysierte Audio-Daten durch einfaches Drag and Drop im Sequenzer in MIDI-Daten umzuwandeln.
ARA muss sowohl von der DAW als auch vom Plug-in unterstützt werden und tritt nicht als eigenständige Software in Erscheinung, sondern ist in kompatible DAWs und Plug-ins integriert. ARA ist u. a. in Melodyne editor, assistant und essential ab der Version 1.3, Melodyne studio ab Version 4, in  Cubase ab der Version 10.0.30, in Logic Pro X ab der Version 10.4, in Presonus  Studio One ab Version 2, in Cakewalk  Sonar ab Version X3 und in Samplitude Pro ab Version X3 eingebaut. Das Software Development Kit ist veröffentlicht, damit weitere Hersteller ARA unterstützen können.